# Oxisal

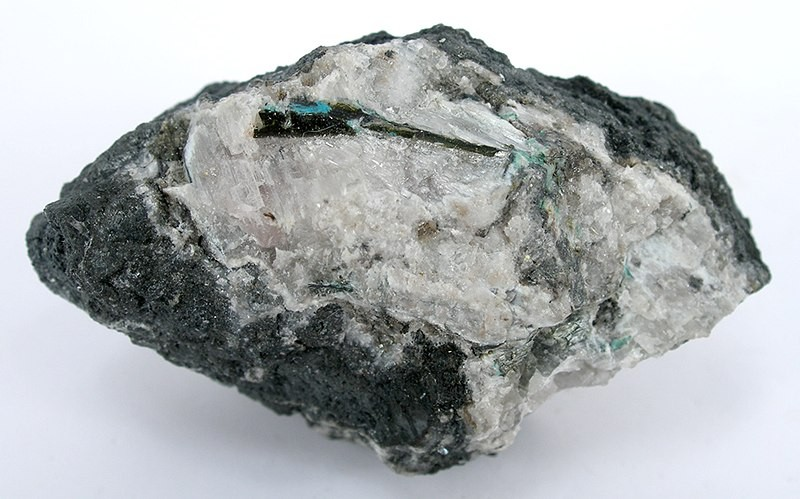
La mendipita, el mineral blanc de la figura, és un oxiclorur de plom(II) de fórmula Pb₃O₂Cl₂

Una oxisal és aquella sal en la que existeix formalment l'anió òxid de l'oxigen, O2–, juntament amb altres anions, a més dels cations. Les oxisals són anomenades anteposant el prefix oxi– al nom de l'altre anió present i esmentant finalment el nom del catió. Tenen propietats químiques molt diverses que depenen de la natura de l'element catiònic. L'enllaç metall-oxigen és, en aquests composts, generalment covalent i de caràcter múltiple.
Són oxisals l'oxiclorur de bismut, BiClO; l'oxisulfat de vanadi(IV), VOSO₄; l'oxidiclorur de zirconi octahidratat, ZrCl₂O·8H₂O; o l'oxidibromur de cobalt(II) i níquel(II), CoO·NiBr₂.